# Flora Indiae Occidentalis
Flora Indiae Occidentalis. (abreviado Fl. Ind. Occid.) es un libro con descripciones botánicas que fue escrito por Peter Olof Swartz y publicado en tres volúmenes en los años 1797-1806.